# August Mayer (Mediziner)
August Mayer (* 28. August 1876 in Felldorf, Landkreis Horb; † 11. Oktober 1968 in Stuttgart) war ein deutscher Gynäkologe und Geburtshelfer.

## Leben
Mayer studierte 1895–1900 an der Eberhard Karls Universität Tübingen, der Albert-Ludwigs-Universität Freiburg und der Hessischen Ludwigs-Universität Gießen Medizin. 1901–1904 war er Assistenzarzt an der Universitäts-Frauenklinik Freiburg unter Alfred Hegar. 1905–1907 war er Assistent in der Universitäts-Frauenklinik Heidelberg unter Alfons von Rosthorn (1857–1909). 1908 habilitierte er sich über „Die beckenerweiternde Operation“. Seit 1907 war er Oberarzt in der Universitäts-Frauenklinik in Tübingen, deren Direktor er 1917 wurde. Gleichzeitig war er ordentlicher Professor für Geburtshilfe und Gynäkologie. Im Jahr 1917 publizierte er auch ein Werk über Die Unfallerkrankungen in der Geburtshilfe und Gynäkologie. Leitfaden zur Begutachtung für Studierende und Ärzte. 1937 wurde er in die Deutsche Akademie der Naturforscher Leopoldina gewählt. 1949 wurde Mayer emeritiert, 1950 vom Direktorenamt entbunden. Mayer sah sich selbst als einen der Väter der psychosomatischen Gynäkologie. 1952 publizierte er Seelische Krisen im Leben der Frau, erschienen in München (J. F. Lehmanns Verlag).
In der Zeit des Nationalsozialismus war er im Rahmen des Gesetzes zur Verhütung erbkranken Nachwuchses an über 700 Zwangssterilisierungen an Frauen beteiligt, die in diesem Zusammenhang als „minderwertig“ galten.
In den 1950er Jahren resümierte er über große „Messererfolge“ und „Messerfreudigkeit“ in der Gynäkologie. Täglich würden Tausende von Frauen den Frauenarzt aufsuchen, um ihm körperliche Schmerzen vorzutragen, obwohl die leiblichen Organe einen krankhaften Zustand oder eine Fehlleistung nicht aufzuweisen scheinen. Kummer im Beruf, freudloser Arbeitsplatz, wirtschaftliche Not, Wohnungselend, Spannungen in der Ehe können die eigentliche Ursache des Leidens sein, und es sei sinnlos, wenn dann mit Arzneigaben, Salben, Spritzen und mit dem chirurgischen Messer an die Patientinnen herangegangen werde.